# Бразильсько-перуанські відносини
Бразильсько-перуанські відносини - двосторонні дипломатичні відносини між Бразилією та Перу. Протяжність державного кордону між країнами становить 2659 км.

## Історія
У 1869 країни встановили дипломатичні відносини.
У 1981 Жуан Фігейреду став першим президентом Бразилії, який здійснив офіційний візит до Перу.
У грудні 2009 президент Бразилії Луїс Інасіу Лула да Сілва та його перуанський колега Алан Гарсія провели зустріч у Лімі з метою обговорити можливість подальших бразильських інвестицій в економіку цієї країни та створення міжнаціональної ділової ради. Президенти двох країн також підписали низку двосторонніх угод щодо технічного та соціального співробітництва, розвитку транскордонної торгівлі та скорочення бюрократичних процедур для розвитку торговельних відносин. Лідери двох країн зазначили, що Бразилія та Перу зблизилися останніми роками, особливо в економічній та діловій сфері.

## Економіка
У 2008 товарообіг між країнами склав суму 3 млрд доларів США.
У грудні 2009 Бразилія вирішила інвестувати в Перу 4 млрд доларів США для будівництва гідроелектростанції в районі прикордонної річки Інамбару, а також для завершення будівництва автомобільної дороги, яка б дала Бразилії вихід до Тихого океану через територію Перу.
У 2011 будівництво автодороги закінчено.
У травні 2013 бразильська влада вирішила інвестувати в економіку Перу ще 6 млрд доларів США.